# To The Orphic Void
To The Orphic Void es el tercer álbum de estudio de la banda argentino/sueca Tersivel. El álbum fue publicado el 11 de febrero de 2022 bajo el sello alemán Uprising! Records.

## Concepto
El álbum se sumerge el concepto de la muerte y como esta puede ser abordada filosóficamente desde diferentes ángulos. Las letras refieren a las corrientes religiosas relacionadas con el Orfismo, así como también al concepto pitagórico de metempsicosis, pero sólo en forma de metáforas o alegorías que son utilizadas para explorar el concepto. En la segunda página del booklet que acompaña el CD, el siguiente texto en inglés se incluye:
 Habitar este disco puede ser una experiencia catártica y dramática a la vez. No hay atajos en la vida, y aún así, hay un destino indiscutible para todos. Compartido por todos. Común a cada pequeña cosa viva que baila con la música de la naturaleza.
 La muerte, y el misterio de su poder sobre nosotros, encarna nuestra manera de vivir, nuestra manera de atravesar este tunel del Tiempo. También encarna cómo lidiamos con el sufrimiento, la depresión, las adicciones, la soledad y la ansiedad, para quizá, como dijo Rilke, para encontrar en el arte una manera de transformar el vacio, la deficiencia radical, del anhelo humano hacia algo más.
 Orfeo, nuestro héroe poeta, no es más que una mera metáfora. Los místicos paisajes del inframundo, el escenario. Las lágrimas de Hades, la tinta. El barco de Caronte, una nave para nuestras limitaciones.

## Promoción
Para promocionar el álbum, el 26 de noviembre de 2021, Tersivel publicó un videoclip de la canción "Weeping Iron Tears". Unas semanas después, el 7 de enero de 2022, la banda público un segundo videoclip de la canción "The Ferryman".

## Recepción de la crítica
El álbum fue bien recibido por la crítica. Gardenstale del sitio Angry Metal Guy explicó: "la profundidad emocional es más fuerte, la composición es más variada. Tersivel tiene una frescura y una marcada voluntad a experimentar". Andy Spoon del sitio Metal Epidemic, dio al álbum un puntaje total de 4.5 sobre of 5; "Tersivel ha encontrado una vibra que es vigorizante y entretenida a la vez, a lo largo de su contina de ruido y armonía, logrando ser pegadizos y suaves a la vez". Musclassia del sitio Metal Storm, dio al álbum un puntaje total de 7.8 sobre of 10; "To The Orphic Void encuentra ese punto clave entre dejar en claro tus influencias y producir un resultado que suena fresco y excitante, y lo respalda con canciones memorables.".

## Lista de canciones
Música compuesta por Lian Gerbino, Franco Robert, Danny Ebenholtz.
Letras escritas por Lian Gerbino.

| To The Orphic Void track listing |                              |          |  |
| N.º                              | Título                       | Duración |  |
| 1.                               | «She»                        | 7:42     |  |
| 2.                               | «Weeping Iron Tears»         | 6:44     |  |
| 3.                               | «Moving On»                  | 7:03     |  |
| 4.                               | «The Ferryman»               | 4:59     |  |
| 5.                               | «Shivering Deadly Cold»      | 5:46     |  |
| 6.                               | «Transmigration of the Soul» | 10:38    |  |

## Personal
Miembros
- Lian Gerbino – voz, guitarra eléctrica, guitarra acústica, bajo, ruidos, diseño de sonido.
- Franco Robert – teclados , piano, coros
- Danny Ebenholtz – batería, percusión, coros

Adicional
- Vito Rodriguez Christensen – arte de tapa, logo[6]
- Lian Gerbino - Grabación, Mixing, Mastering, Diseño Gráfico, Layout.[7]